# 10-TEN-
『10-TEN-』（テン）は吉井和哉のライブ映像作品。2013年10月1日にEMIミュージック・ジャパンより、初回生産限定で発売された。

## 概要
2012年に行われた「.HEARTS TOUR 2012」と、2013年に行われた「TOUR2013 GOOD BY YOSHII KAZUYA」が収録され、DVD・Blu-rayが同時発売された。48ページのスペシャルブックレット封入・BOX仕様。DVD BOXは6枚組、Blu-ray BOXは5枚組となっており、DVDでは「TOUR 2013 GOOD BY YOSHII KAZUYA」の内容が2枚に分けられ、Blu-rayでは1枚に納められている点以外BOX収録内容は同じである。以下、収録曲の項目ではDVD BOX版で記述。

## 収録曲

### DISC 1
「.HEARTS TOUR 2012」
1. 20 GO
2. 煩悩コントロール
3. 欲望
4. SPARK
THE YELLOW MONKEYの10枚目のシングル表題曲のセルフカバー。
5. ロンサムジョージ
6. SIDE BY SIDE
7. 母いすゞ
8. CALL ME
9. ノーパン
10. BLACK COOK'S HORSE
11. 熱帯夜
THE YELLOW MONKEYの4枚目のシングル表題曲のセルフカバー。
12. ONE DAY
13. VS
14. 点描のしくみ
15. ビルマニア
16. TALI
17. ロックンロールのメソッド
18. PHOENIX
19. WEEKENDER
20. HEARTS

### DISC 2
「TOUR 2013 GOOD BY YOSHII KAZUYA」①
1. トブヨウニ
2. 点描のしくみ
3. I WANT YOU I NEED YOU
4. ゴージャス
THE YELLOW MONKEYの7枚目のアルバムより、セルフカバー。
5. CALL ME
6. 朝日楼(朝日のあたる家)
浅川マキの訳詞によるアメリカ民謡のカバー。
7. シュレッダー
8. LOVE & PEACE
9. 雨雲
10. HATE
アコースティックver.
11. Working Class Hero
吉井自身の訳詞によるジョン・レノンのカバー。
アコースティックver.
12. CALIFORNIAN RIDER
アコースティックver.
13. Don't Look Back in Anger
吉井自身の訳詞によるオアシスのカバー。
アコースティックver.
14. 4000粒の恋の唄
THE YELLOW MONKEYの2枚目のアルバムよりセルフカバー。
アコースティックver.
15. BEAUTIFUL
16. BELIEVE
17. HEARTS

### DISC 3
「TOUR 2013 GOOD BY YOSHII KAZUYA」②
1. LOVERS ON BACKSTREET
THE YELLOW MONKEYのインディーズアルバムより、セルフカバー。
2. バラ色の日々
THE YELLOW MONKEYの19枚目のシングル表題曲のセルフカバー。
3. WINNER
本作でのアレンジが非常に好評だったため、同年12月28日に行われた「20th Special YOSHII KAZUYA SUPER LIVE」や12月31日に出演した「COUNTDOWN JAPAN 13/14」でも同様のアレンジで披露された。
4. WEEKENDER
5. Shine and Eternity
6. FLOWER
7. 血潮
本ライブは構成上アンコールが無いため、「アンコールの代わりに」とア・カペラで歌われている。ツアー当初は観客にフラメンコ調の手拍子を煽り、加えてサポートドラマーの吉田佳史によるカホンのみバックに歌っていたが、ツアー中盤からは1番は手拍子等一切なしで、2番から加わる吉田のカホンに合わせて手拍子を、と歌唱前に吉井からの指示があった。
ア・カペラで披露したことについて、MCの中で「うちのバンドにはフラメンコ・ギタリストがいないので」と述べた他、ツアーのテーマの一つが「引き算の美学」であったことも後に明かしている。実際このツアーではこれまでと違いサポートギタリストは日下部正則のみで、従来のライブアレンジでギターを入れていたパートをキーボードに差し替えるなどの変更点が多々存在した。
8. JAM
THE YELLOW MONKEYの9枚目のシングル表題曲のセルフカバー。
映像化されている福島公演のみの披露。

### DISC 4
- 「The Documentary of TOUR 2013 GOOD BY YOSHII KAZUYA」
  - 「TOUR 2013 GOOD BY YOSHII KAZUYA」25公演全会場を追いかけたドキュメンタリー映像。本番前のリハーサルや終演後、移動中の様子、ライブ内で公開されたLINE映像作成の様子などを収録。

### DISC 5 (CD)
「10 YEARS」
全てライブ音源「HEARTS」「血潮」以外はすべてシングル曲で、リリース順に収録されている。
1. TALI
2. SWEET CANDY RAIN
アコースティックver.
3. トブヨウニ
4. CALL ME
5. BEAUTIFUL
6. WINNER
7. Shine and Eternity
8. シュレッダー
9. バッカ
10. ビルマニア
11. LOVE & PRACE
12. 点描のしくみ
13. HEARTS
14. 血潮

### DISC 6 (CD)
「20 YEARS」
全てライブ音源。M-5,10を除きTHE YELLOW MONKEYの楽曲のセルフカバー。
「朝日楼(朝日のあたる家)」「Don't Look Back In Anger」を除きオリジナルリリース順に収録。
1. LOVERS ON BACKSTREET
2. Romantist Taste
3. アバンギャルドで行こうよ
4. 4000粒の恋の唄
5. 朝日楼(朝日のあたる家)
6. 熱帯夜
7. JAM
8. SPARK
9. ゴージャス
10. Don't Look Back in Anger
11. バラ色の日々

## 参加ミュージシャン
- 吉井和哉 - ボーカル、ギター
- 日下部正則 - ギター
- 吉田佳史 (TRICERATOPS) - ドラム
- 鶴谷崇 - キーボード
- 三浦淳悟 - ベース
- 生形真一 - ギター(DISC1のみ)